# Президентские выборы в Южной Осетии (2001)
Президентские выборы прошли в Южной Осетии в 2001 году. Поскольку ни один кандидат не получил большинства голосов в первом туре 18 ноября, 6 декабря состоялся второй тур, в котором победил Эдуард Кокойты, переигравший Станислава Кочиева. Действующий президент Людвиг Чибиров был исключен в первом туре, главным образом из-за презрения населения к его экономической политике. Грузинское население бойкотировало выборы.

## Избирательная система
Выборы прошли по двухтуровой системе; это означает, что кандидат будет объявлен победителем только в том случае, если он наберет более 50 % голосов в первом туре. В противном случае будет проведен второй тур между двумя кандидатами, набравшими наибольшее количество голосов.

## Ситуация перед выборами
С момента создания республики двумя политическими силами были Коммунистическая партия Южной Осетии и политические независимые партии. Действующий президент Людвига Чибирова был замешан в скандал, когда появился слух о том, что он ведет переговоры с грузинскими чиновниками о повторном присоединении республики к Грузии на условиях предоставления локальной автономии, более мягкой для Юго-Осетинской автономной области. Таким образом, на парламентских выборах в Южной Осетии 1999 года 27 из 33 мест в парламенте получили коммунисты, а их лидер Станислав Кочиев был назначен спикером парламента Южной Осетии. Им не удалось заставить Чибирова уйти в отставку, но они использовали эти выборы как возможность отстранить его от должности и, наконец, взять под контроль исполнительную ветвь власти.

## Кандидаты
Трое кандидатов были:
- Людвиг Чибиров, действующий президент с 1996 года и бывший председатель президиума Верховного Совета Южной Осетии с 1993—1996 годов[2]
- Станислав Кочиев, бывший заведующий идеологическим отделом Юго-Осетинского регионального отделения КПСС, руководитель Комитета по национальным делам и Министерства информации и печати с 1991 года, спикер парламента Южной Осетии, первый Секретарь ЦК Компартии Южной Осетии с 1994 года[2]
- Эдуард Кокойты, бывший чемпион СССР по борьбе, первый секретарь Цхинвальского отделения комсомола до 1989 года, московский бизнесмен с 1992 по 2001 год.[4][2]

## Результаты
В первом туре выборов, состоявшемся 19 ноября, Кокойты получил 48 % голосов, за ним следует Кочиев с 25 % и Чибиров на третьем месте с менее чем 20 %. Поскольку ни один кандидат не набрал более 50 % голосов, 6 декабря был проведен второй тур выборов. Во втором туре выборов произошел рост голосов за Кочиева и Коммунистическую партию, в результате чего их доля выросла с 25 % до 42,5 %. Однако этого оказалось недостаточно, чтобы преодолеть 50-процентный барьер, и лидер Кокойты был избран с 57,5 % голосов.

## Последствия
После своей победы Кокойты вступил в должность 18 декабря 2001 года.